# 주한 퀘벡 정부 대표부
주한 퀘벡 정부 대표부(프랑스어: Délégation du Québec à Séoul, 영어: Quebec Government Office in Seoul) 또는 주서울 퀘벡 정부 대표부는 대한민국 서울특별시 종로구 수송동 146-1 이마빌딩 9층에 위치하고 있는 퀘벡 정부 대표부이다. 1991년에 설립되었으며 사무국 지위를 갖고 있다. 현직 주한 퀘벡 정부 대표는 다미엥 페레이라이다.

## 주요 업무
주한 퀘벡 정부 대표부는 문화, 예술, 교육 분야에서 캐나다 퀘벡주와 대한민국의 개인·기관과의 교류를 주선하며 퀘벡주와 대한민국 간의 경제, 문화, 교육, 관광, 투자 활성화에 기여한다. 또한 대한민국에서 단독 또는 다른 기관과의 공동 협력을 통해 문화 행사를 기획·주관한다.
주한 퀘벡 정부 대표부는 대한민국에서 사업을 원하는 퀘벡주의 기업들과의 연락을 제공하고 대한민국의 경제 환경과 최신 동향을 전달하는 역할을 수행한다. 그 외에 대한민국에서 상호 협력, 파트너 관계를 맺기 원하는 퀘벡주의 정부 부처, 관련 기관 및 단체를 지원한다.

## 같이 보기
- 퀘벡 정부 대표부
- 대한민국 주재 외국공관 목록